# 第四只見川橋梁
第四只見川橋梁（だいよんただみがわきょうりょう）は、福島県大沼郡金山町の只見川に架かる東日本旅客鉄道（JR東日本）只見線の鉄道橋である。

## 概要
国鉄会津線（現・只見線）の会津宮下駅 - 会津川口駅間の延伸工事に伴って1953年（昭和28年）に完成し、1956年（昭和31年）に供用開始した。会津水沼駅 - 会津中川駅間の阿賀野川水系只見川に架かる全長199.11 mの橋梁である（外部リンク参照）。
2021年（令和3年）に17施設からなる「只見線鉄道施設群」の1つとして土木学会選奨土木遺産に認定された。

### 平成23年7月新潟・福島豪雨の影響
2011年（平成23年）7月の新潟・福島豪雨では、只見川の増水・氾濫により本橋梁が冠水したが、下路式トラス橋のためか流失する事態は免れている。なお、流木などの衝突により本橋梁のトラス桁および敷設されたレールが歪んでしまっている。また、宮下方の鉄筋コンクリート桁の手前辺りが路盤崩落している。
同年9月末より、会津宮下駅 - 会津川口駅間の2011年内の運転再開に向けて、本橋梁および周辺の路盤の復旧作業を行っていたが、同年11月末には復旧完了となった。同年12月3日より、会津宮下駅 - 会津川口駅間が運転再開となっている。

## 構造
鉄筋コンクリート桁、プレートガーダー桁、トラス桁の混成形式であり、トラスは横河橋梁製作所（現横河ブリッジ）製である。
- 1連目：単線上路式コンクリート桁（支間長9.60 m）
- 2 - 4連目：単線上路式コンクリート桁（支間長9.80 m）
- 5 - 6連目：単線上路式プレートガーダー（支間長19.20 m）
- 7連目：単線下路式曲弦ワーレントラス（支間長77.5 m）
- 8 - 9連目：単線上路式プレートガーダー（支間長19.20 m）

また、鉄筋コンクリート桁とプレートガーダー桁が若干カーブしているため、橋梁全体がS字を描いているのが特徴である。

## 周辺
- 国道252号
- 国道400号（国道252号と共用）
- 水沼橋
- 上田ダム

## その他
- 只見川に架かる本橋梁は、鉄道ファンやカメラマンの有名撮影ポイントとなっている。